# Den vítězství na Times Square

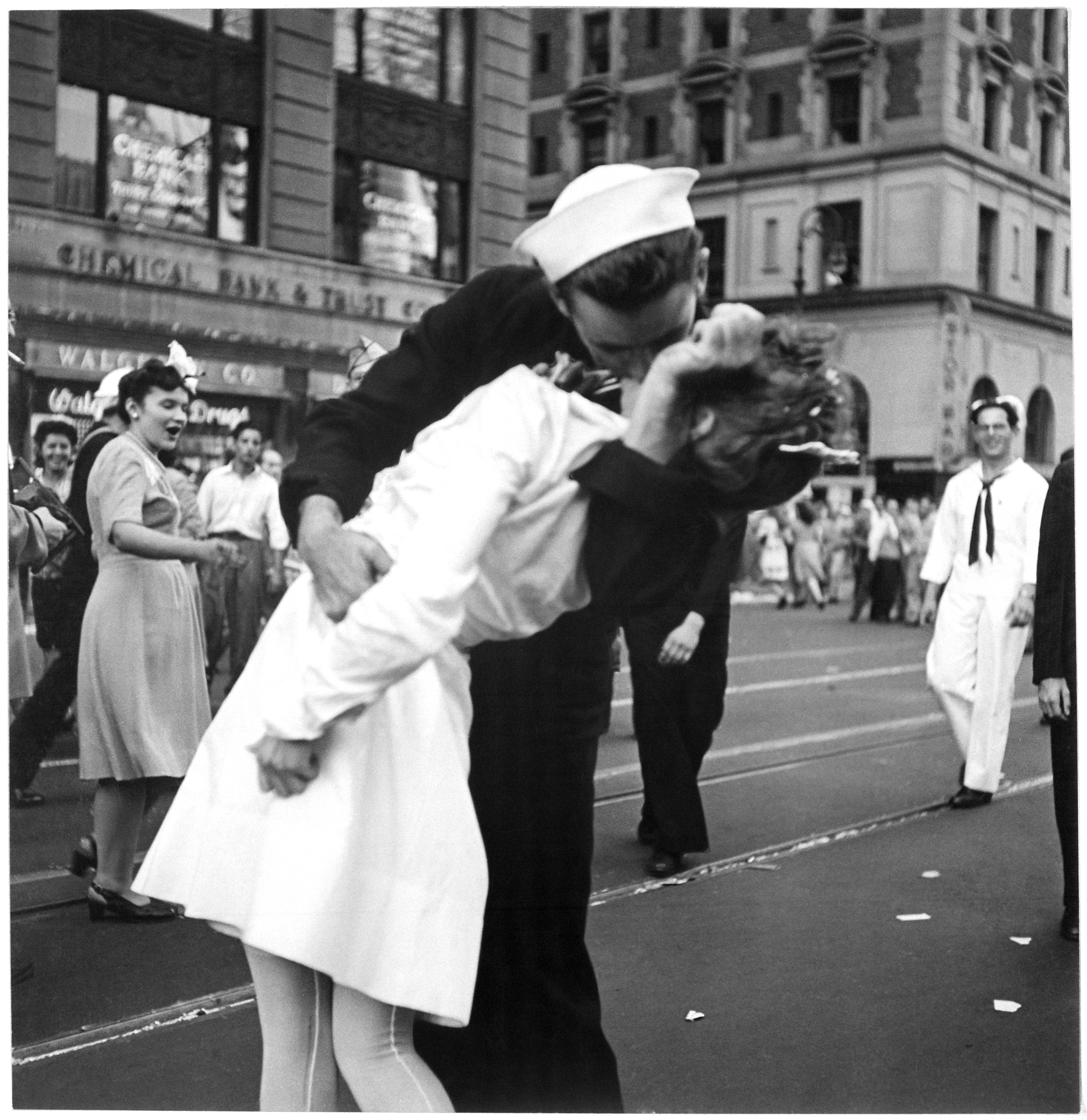
Okamžik polibku při oslavě Dne vítězství, jak jej zachytil Victor Jorgensen

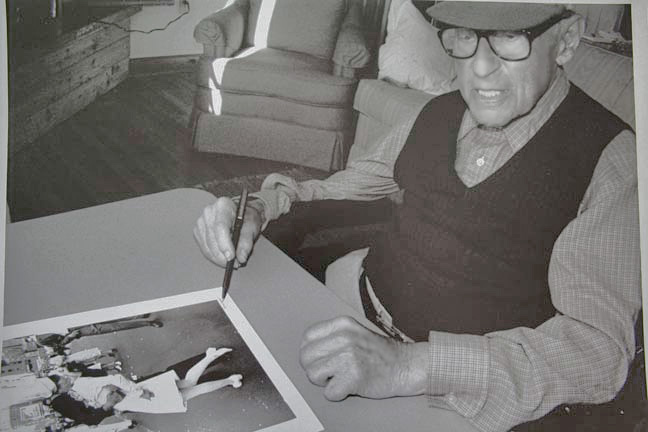
Alfred Eisenstaedt podepisuje svou slavnou fotografii VJ Day 23. srpna 1995 odpoledne, ve své chatě Menemsha Inn, na ostrově Martha's Vineyard. Zemřel o osm hodin později.

Den vítězství na Times Square (také V-J Day in Times Square, V-Day nebo Kiss) je fotografie Alfreda Eisenstaedta, která zobrazuje námořníka námořnictva USA, který líbá cizí dívku v bílých šatech během oslav vítězství nad Japonskem („V-J Day“) na ulici Times Square v New Yorku 14. srpna 1945. Fotografie byla publikována o týden později v časopise Life, mezi řadou dalších fotografií, které oslavovaly konec války na dvanácti stranách pod názvem „Victory Celebrations“ „Oslavy vítězství“. Celkem dvě strany dostaly další líbající pózy oslavujících z Washingtonu, DC, Kansas City nebo Miami. Eisenstaedtova fotografie je však na rozdíl od dalších vytištěna na celou stránku. Líbání bylo během války oblíbenou aranžovanou pózou mediálních fotografů, ale Eisenstaedt nasnímal spontánní událost, ke které došlo na Times Square chvíli před vyhlášením konce války s Japonskem americkým prezidentem Harry S. Trumanem v sedm hodin večer.
Jelikož se Eisenstaedt velmi rychle pohyboval mezi oslavujícími a fotografoval rychle měnící se události během oslav, nemohl zaznamenat jména a detaily fotografovaných, což napomohlo ke vzniku různých navzájem vylučujících se spekulací o autorství (1945). Fotografie neukazuje jasně tvář jedné osoby, a mnoho lidí tvrdilo, že to jsou oni, kdo je na snímku. Fotografie byla pořízena jižně od 45. ulice směrem na sever od místa, kde se protíná Broadway a Seventh Avenue.
Podle Donalda W. Olsona a jeho týmu byla fotografie pořízena v 5:51 odpoledne. Byla pořízena fotoaparátem Leica IIIa.

## Příběh fotografie

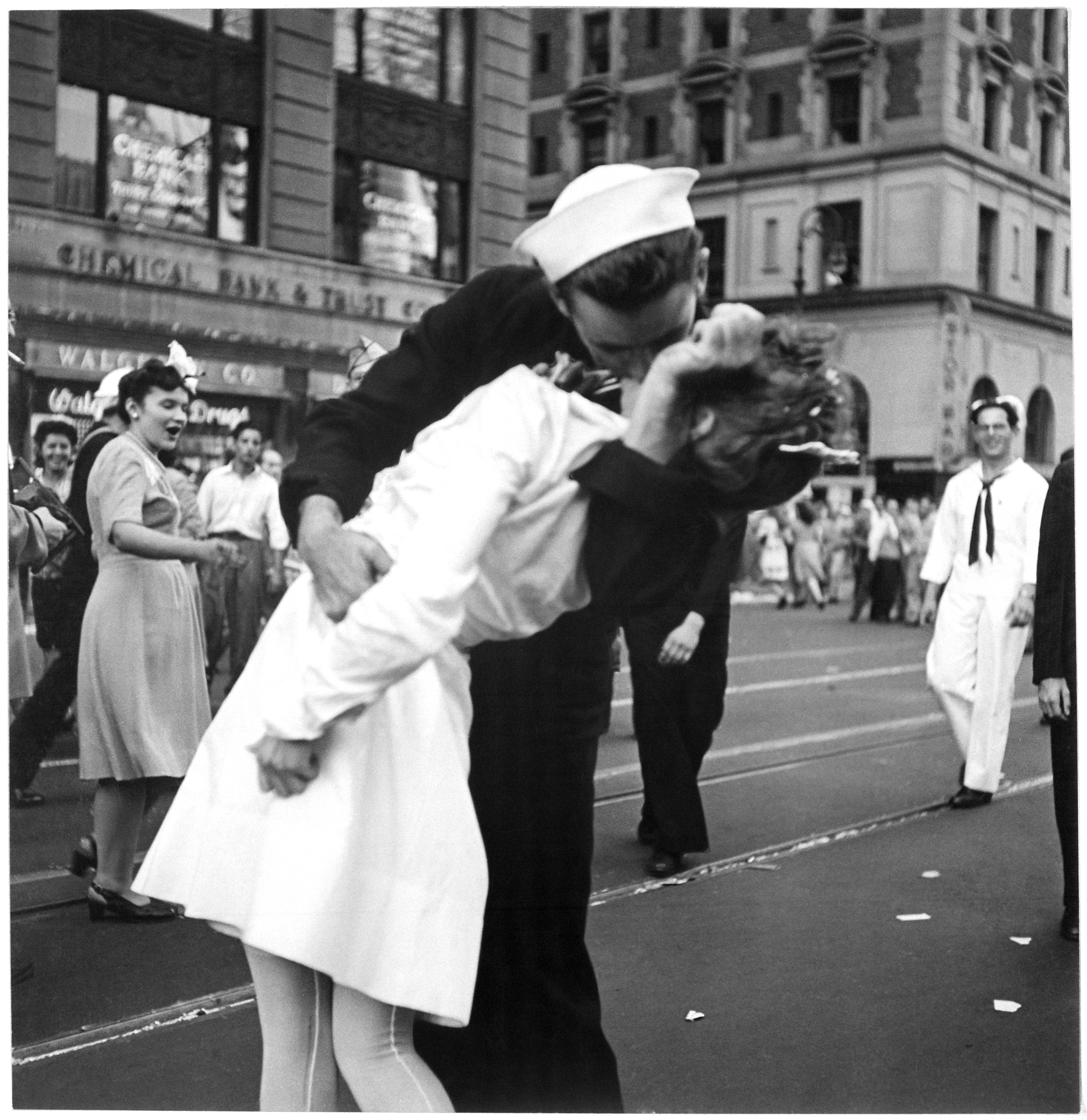
Jorgensenova podobná fotografie stejné scény

Jelikož se Eisenstaedt velmi rychle pohyboval mezi oslavujícími, nemohl zaznamenat jména a detaily fotografovaných, což napomohlo ke vzniku různých navzájem vylučujících se spekulací o autorství (1945). Později však byli oba dva nalezeni. Dívka byla zdravotní sestřičkou v zubní ordinaci a jmenovala se Grate Friedmanová, ve svých patnácti letech utekla z Rakouska, zemřela v roce 2016. Muž byl původně rybářem a za války pracoval jako námořník na torpédoborci a jmenoval se George Mendosa. Zemřel 17. února 2019 ve věku 95 let.
Uviděl jsem námořníka, který běhal po ulici a každou ženu, kterou spatřil, popadl do náručí. Bylo mu jedno, jestli je stará, tlustá nebo hubená. (Alfred Eisenstaedt)

Byl jsem rozrušený z konce války a také jsem měl pár drinků. Tak když jsem viděl tu sestru, chytil jsem ji a políbil, připomínala mi zdravotní sestry, které se během války staraly o zraněné námořníky. (George Mendosa)

Zpravodajský fotograf amerického námořnictva Victor Jorgensen zachytil trochu jiný pohled na stejnou scénu, který byl zveřejněn v New York Times následující den. Jorgensen nazval svou fotografii Kissing the War Goodbye (Polibek válce na rozloučenou). Ukazuje méně Times Square na pozadí, postrádá charakteristický pohled na složitou křižovatku, takže místo musí být identifikováno, je tmavé a zobrazuje několik detailů hlavních objektů a nezobrazuje dolní části nohou.
Na rozdíl od Eisenstaedtovy fotografie, která je chráněna autorskými právy, tato fotografie Amerického námořnictva je volným dílem, protože byla pořízena vládním zaměstnancem v oficiální službě. Zatímco úhel fotografie může být méně zajímavý než fotografie Eisenstaedta, jasně ukazuje skutečné umístění ikonického polibku, který se objevuje v přední části budovy Chemical Bank a Trust, s označením lékárny Walgreens na fasádě budovy viditelné v Pozadí.
Překvapená žena vlevo na fotografii Jorgensena byla označena jako Kay Hughes Dorius z Utahu.

## Identita líbajících

### Greta Zimmer Friedmanová
Lawrence Verria a George Galdorisi, autoři knihy The Kissing Sailor o identitě páru z roku 2012, použili rozhovory s žadateli, odborné fotografické analýzy, identifikace lidí v pozadí a konzultace s forenzními antropology a specialisty na rozpoznávání obličejů. Došli k závěru, že tato žena byla Greta Zimmer Friedmanová a že na fotografii měla uniformu dentální hygienistky. „Nebyla to má volba být políbena,“ řekla Friedmanová v rozhovoru v roce 2005 pro kongresovou knihovnu. „Ten chlap prostě přišel a chytil mne!“ řekla a dodala: „Ten muž byl velmi silný. Já ho nelíbala. To on líbal mě.“ „Neviděla jsem ho se přibližovat a sotva jsem to zjistila, už jsem byla v tom pevném sevření,“ řekla Friedmanová pro CBS News v roce 2012. Friedmanová zemřela stářím v 92 letech 8. září 2016 v Richmondu ve Virginii.

### Edith Shainová

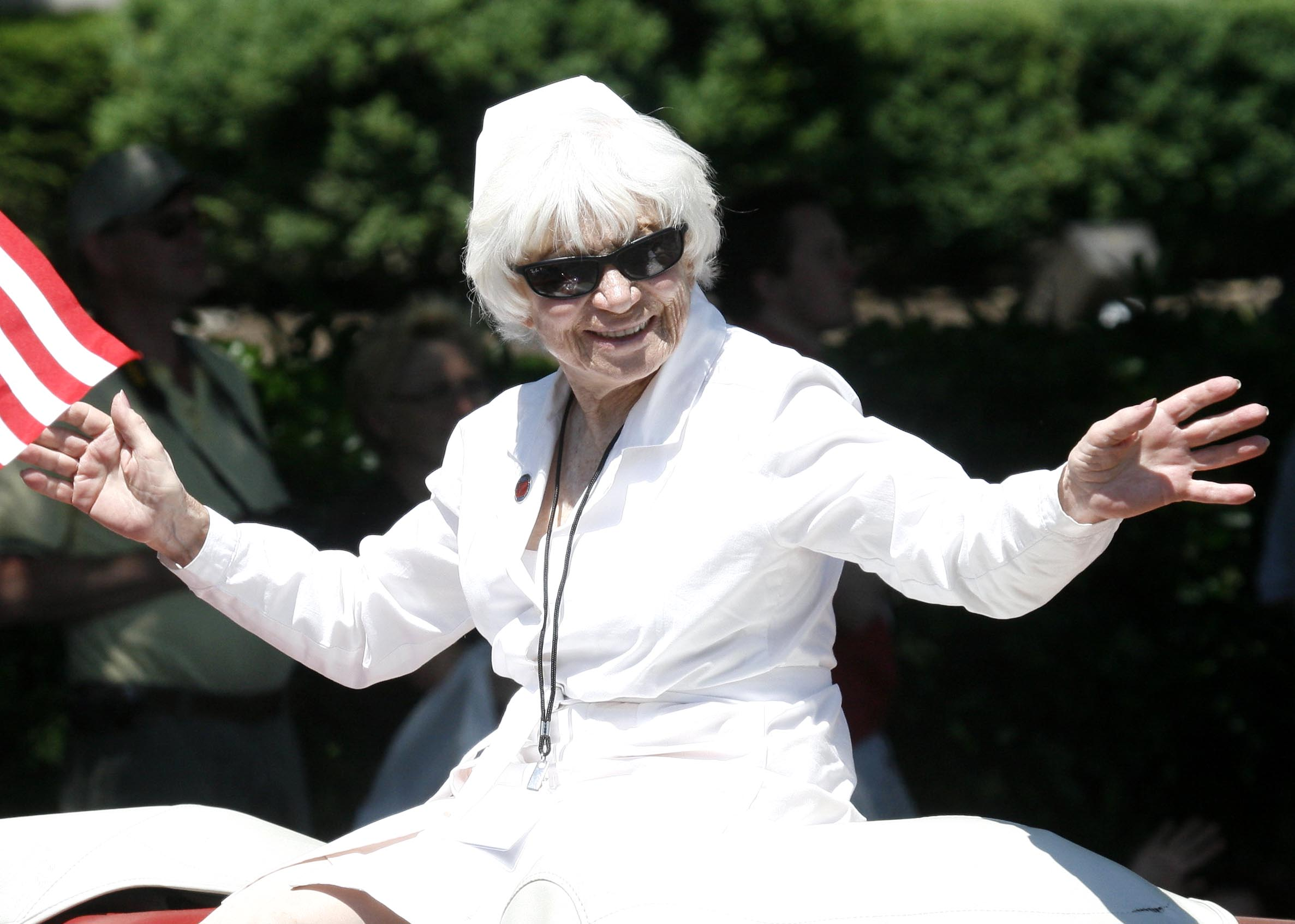
Edith Shainová v průvodu Memorial Day 2008 ve Washingtonu, DC

Edith Shainová napsala Eisenstaedtovi v roce 1980 a tvrdila, že je ženou na snímku. Dne 20. června 2010 zemřela ve věku 91 let na rakovinu jater. V knize Verrie a Galdorisi z roku 2012 je uvedeno, že Shainová tou ženou být nemohla, protože její výška pouhých 1.47 m nebyla nedostatečná ve srovnání s výškou kteréhokoli z mužů, který se prohlašoval za onoho námořníka.

### Kdo je námořník?
Celá řada mužů prohlašovala, že jsou oním námořníkem, jako například: Donald Bonsack, John Edmonson, Wallace C. Fowler, Clarence „Bud“ Harding, Walker Irving, James Kearney, Marvin Kingsburg, Arthur Leask, George Mendonça, Jack Russell nebo Bill Swicegood.

#### George Mendonsa

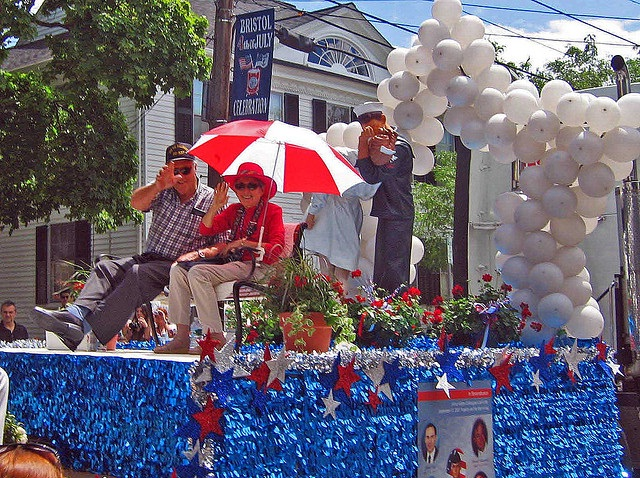
George Mendonsa a Greta Friedmanová, hosté oslav v Bristolu, Rhode Island, 4. července 2009

George Mendonsa z Newportu, Rhode Island, po službě na torpédoborci USS The Sullivans (DD-537) sledoval film se svou budoucí manželkou Ritou v Radio City Music Hall, když se otevřely dveře a lidé začali křičet, že válka skončila. George a Rita se přidali k oslavám na ulici, ale když se nemohli dostat do přeplněných barů, rozhodli se jít dolů po ulici. Tehdy George viděl mladou ženu v bílých šatech, přišel k ní, vzal ji do náruče a políbil ji: „Ten den jsem toho hodně vypil, považoval ji za jednu z vojáků – byla to zdravotní sestra.“ Na jednom ze čtyř snímků, které Eisenstaedt pořídil, Mendonsa prohlašuje, že Rita je vidět v pozadí za líbajícím se párem.
V roce 1987 podal George Mendonsa žalobu proti společnosti Time Inc. u státního soudu na Rhode Island, když tvrdil, že námořník na fotografii je on, a že Time a Life porušili jeho právo na propagaci tím, že použili fotografii bez jeho svolení. Nedokázal však soupeřit s rozsáhlým finančním bohatstvím společnosti Time Inc., a tak v roce 1988 od své žaloby upustil.
Mendonsa byl v srpnu 2005 označen týmem dobrovolníků z Naval War College jako „Kisser“ („Líbající“). Jejich tvrzení bylo založeno na shodě jeho jizev a tetování ve skutečnosti a na fotografii. Své rozhodnutí provedli po mnoha studiích, včetně fotografické analýzy laboratoří Mitsubishi Electric Research Laboratories (MERL) v Cambridge v Massachusetts, kteří dokázali porovnat jizvy a tetování, které identifikovali fotografičtí experti Richarda Bensona, odborníka na analýzu fotografií, profesora fotografie a bývalého děkana univerzity School of Arts at Yale. Benson uvedl, že „je toho názoru, založeném na přiměřeném stupni jistoty, že George Mendonsa je námořníkem na slavné fotografii pana Eisenstaedta.“
Identita námořníka jako George Mendonsa byla zpochybněna fyziky Donaldem W. Olsonem a Russelem Doescherem z Texaské státní univerzity a Stevem Kawalerem z Iowské státní univerzity na základě astronomických podmínek zaznamenaných na fotografiích. Podle Mendonsovy zprávy k polibku došlo asi ve 14 hodin. Olson a Doescher však tvrdí, že pozice stínů na fotografiích naznačují, že byla pořízena po 17:00. Dále ukazují na hodiny na obrázku, jeho minutová ručička je poblíž desítce a hodinová ručička směřující prakticky svisle dolů, udávající dobu přibližně 5:50, a tak0 podle tvryen9 fotografa Victora Jorgensena o okolnostech jeho snímku. Došli k závěru, že Mendonsova verze událostí je neudržitelná. Mendonsa zemřel 17. února 2019 ve věku 95 let, dva dny před svými 96. narozeninami.

#### Carl Muscarello
Carl Muscarello je policejní důstojník New York City Police Department v důchodu, který později žil v Plantation na Floridě. V roce 1995 prohlašoval, že je líbajícím námořníkem. Prohlásil, že byl 14. srpna 1945 na Times Square a políbil mnoho žen. Výrazné mateřské znamínko na jeho ruce umožnilo jeho matce jej identifikovat. Edith Shainová původně uvedla, že věří, že Muscarello je tím námořníkem, a dokonce se prý scházeli po jejich krátkém setkání. Ale v roce 2005 si byl Shainová mnohem méně jistá, když pro New York Times uvedla: „Nemůžu říct, že není. Nemůžu říct, že je. Neexistuje žádný způsob, jak to říct.“ Muscarello popsal svůj stav 14. srpna 1945 jako docela opilý a že nemá žádnou jasnou vzpomínku na své počínání na náměstí s tím, že jeho matka prohlašovala, že on je tím mužem poté, co viděla fotografii a on tomu začal věřit.

#### Glenn McDuffie
Glenn McDuffie si uplatnil nárok v roce 2007 a byl podpořen soudním umělcem Loisem Gibsonem houstonského policejního oddělení. Gibsonova forenzní analýza porovnávala fotografie Eisenstaedta s tehdejšími McDuffieho portréty a analyzovala klíčové obličejové rysy identické na obou sadách. Měřila jeho uši, kosti na obličeji, vlasy, zápěstí, klouby a ruce a srovnávala je se zvětšeninou Eisenstaedtovy fotografie.
Vcelku jsem mohl říct: ano, je to on. Ale chtěl jsem být schopen to říci i dalším lidem, tak jsem replikoval pózu.

Dne 14. srpna 2007 ve vydání deníku AM New York McDuffie uvedl, že předal pět polygrafických testů potvrzujících jeho tvrzení, že je tím mužem. McDuffie, rodák z Kannapolis v Severní Karolíně, který lhal o svém věku, aby ve svých patnácti letech mohl být odveden na vojnu, po válce hrál poloprofesionální baseball a pracoval pro poštovní službu Spojených států United States Postal Service. Říká, že v ten den jel metrem do Brooklynu, aby navštívil svou přítelkyni Ardith Bloomfieldovou. Vyšel z metra na náměstí Times Square, kde lidé slavili v ulicích. Rozrušený tím, že jeho bratr, kterého drželi Japonci jako válečného zajatce, bude propuštěn, McDuffie začal křičet a skákat. Spatřila ho sestra a otevřela mu svou náruč. Ve zřejmém konfliktu s Eisenstaedtovou výpovědí McDuffie prohlásila, že k ní přišel a dlouze ji políbil, aby si Eisenstaedt mohl scénu vyfotografovat:
Šel jsem tam a políbil ji a viděl, jak k nám běží nějaký muž... Myslel jsem, že je to žárlivý manžel nebo přítel, který mi chce vrazit jednu do obličeje. Vzhlédl jsem a viděl, že fotografuje a tak jsem ji líbal, dokud to nenafotografoval.

Gibson také analyzoval fotografie dalších mužů, kteří tvrdili, že jsou tím námořníkem, včetně Muscarello a Mendonsy, se závěrem, že ani obličejové kosti, ani jiné rysy mužů neodpovídají těm, které má námořník na fotografii. Dne 3. srpna 2008 byl Glenn McDuffie na své 81. narozeniny prohlášen za „Kissing Sailor“ (Líbajícího námořníka) během sedmé směny zápasu mezi Houston Astros a New York Mets v Minute Maid Parku. McDuffie zemřel 14. března 2014.

#### Další lidé
Říjnové vydání časopisu Life z roku 1980 však Muscarellův ani Glenn McDuffieův příběh neobsahovalo. Tato tvrzení byla učiněna mnohem později.
Mendonsa a Friedmanová (jak jednotlivě, tak i společně), stejně jako Shain, Muscarello a McDuffie, absolvovali v následujících letech velké rozhovory s Life, PBS, NBC, CBS a dalšími médii. Mendonsa uznává Friedmanovou, s výjimkou jakékoliv jiné ženy, jako „sestru“, kterou políbil na fotografiích (nebo přesněji ženu v bílé uniformě, protože Friedmanová byla dentální laborantka).
Jako součást památníku druhé světové války v Battleship Cove na Fall River v Massachusetts, byla 24. srpna 2013 odhalena nová malba s názvem Victory Kiss od Jima Lauriera z New Hampshire. George Mendonsa byl přítomen během jejího slavnostního odhalení.
V březnu v roce 2024 pracovnice americkém ministerstvu pro záležitosti veteránů Rima Ann Nelsonová konstatovala, že tato fotografie zobrazuje sexuální obtěžování a násilí, a podala návrh na její zakázání, přinejmenším tedy v prostorech ministerstva.

## V populární kultuře

Skulptura Unconditional Surrender (Bezpodmínečná kapitulace) na náměstí Times Square v New Yorku

V roce 2005 vystavil John Seward Johnson II bronzovou skulpturu v nadživotní velikosti pojmenovanou Unconditional Surrender (Bezpodmínečná kapitulace), dne 14. srpna 2005 u příležitosti 60. výročí události na Times Square. Jeho socha byla představena v ceremonii, která zahrnovala účastníky Carla Muscarella a Edithu Shainovou, kteří drželi kopii slavné fotografie. Johnson také vyřezal 7,6 m verzi z plastu a hliníku, která byla vystavena v několika městech, včetně San Diega a Sarasoty.
7,6 m verze byla přesunuta do New Yorku znovu 12. srpna 2015 jako dočasný exponát.
V epizodě The Simpsons „Bart generálem aneb Kdopak by se Nelsona bál“ (první uvedení 4. února 1990), oslavují vítězství po „válce“ mezi dvěma skupinami dětí. Chlapec v námořním outfitu líbá Lisu podobně jako na fotografii. Lisa však dá klukovi pohlavek a křičí: „Knock it off!“ (Nech toho!).
Ve filmu Noc v muzeu: Battle of the Smithsonian (2009) dvě filmové postavy skočí do nadživotní fotografie a ocitnou se na monochromatickém Times Square. Jeden z nich se promění na námořníka a líbá se se zdravotní sestrou.
Během počátečních titulků komiksového filmu Watchmen (2009) je záběr na oslavy vítězství na Times Square, kde se lesbická hrdinka Silhouette líbá se sestřičku a fotograf tento okamžik zachycuje.
Ve filmu Dopisy pro Julii (2010) se fotografie objevila ve scéně, kdy se redaktor časopisu ptá spisovatele na fakta týkající se fotografie.
V roce 2012, při představení pro vojáky námořní pěchoty během událostí New York City Fleet Week, zpěvačka Katy Perry políbila člověka na jevišti a replikovala známou pózu z fotografie.
Ve videohře Wolfenstein: The New Order (2014) se objevila alternativní historická verze k polibku V-J Day kiss (V-A Day in the timeline) jak si nacistický voják dovoluje na zdravotní sestru.